# Loano
Loano (ligur nyelven Löa, Löia vagy Leua) település Olaszországban, Liguria régióban, Savona megyében. Lakosainak száma 10 701 fő (2023. január 1.). Loano Bardineto, Boissano, Borghetto Santo Spirito, Pietra Ligure és Giustenice községekkel határos.

## Népesség
A település lakossága az elmúlt években az alábbi módon változott:
| Lakosok száma | 11 340 | 11 224 | 10 866 | 10 701 |
|               | 2017   | 2018   | 2021   | 2023   |